# マッハ!弐
『マッハ!弐』（泰: องค์บาก 2、英: Ong Bak 2）は、2008年のタイ映画。
2003年の映画『マッハ!!!!!!!!』の続編だが、現代を舞台としていた前作に対して、本作はアユタヤ王朝がタイを征服する時代を舞台としており、物語にも関連性はない。トニー・ジャーが監督・原案・武術指導を務めており、直接的な続編『マッハ!参』（原題：Ong Bak 3）も製作された。

## ストーリー
アユタヤ王国の侵略が進む15世紀のタイ、家臣ラーチャセーナのクーデターにより東の王国の国王とその妻が暗殺される。逃げ延びた国王の息子、ティン（トニー・ジャー）はチューナン（ソーラポン・チャートリー）に拾われ山賊『ガルーダの翼峰』に加わる。彼らの住処ではムエタイを始め様々な武術・格闘術の修練が行われており、ティンは格闘の猛特訓を受け続け、青年となったティンは究極の戦士へと成長した。チューナンがティンを自分の跡継ぎにしようと考え、ティンもチューナンを父のように慕っていたが、ティンは両親の仇であるラーチャセーナへの復讐の炎が今だ燃え滾っていた。
復讐を果たしたら戻る事を誓い、ティンが山賊の住処を出た頃、ラーチャセーナが奪い取った領土に王朝を設立、初代王に就くという事を知り、ティンは即位式にひとり乗り込んでいく。即位式に儀式の踊り子として紛れ込み、ガルーダの舞を披露。ラーチャセーナと家臣達の注意が逸れた一瞬の隙を突いて爆弾を炸裂させ、混乱の中でラーチャセーナをメッタ切りにして逃走する。
敵討ちを果たしたと思い山賊のアジトに戻ったティンを出迎えたのは、かつて父を切り殺した黒鴉の衣装を着た男だった。それも一人ではなく幾多の黒の刺客が現れ、ティンに襲い掛かってくる。重傷を負いながらも刺客を撃退したティンを取り囲むラーチャセーナの部下達、そして何事もなかったかのようにラーチャセーナが現れる。服の下に重厚な鎧を着込んでいた為、ティンの剣は届いていなかった。あざ笑うラーチャセーナが、ティンにとどめを刺すよう黒鴉の男に命じると、そこにいたのはチューナンだった。ティンの父親を殺したのは黒鴉はチューナンだったのだ。襲い掛かるチューナンの剣を必死に受けるティンに、「自分を殺して、父上の仇を討て」とチューナンが耳打ちし、ティンは首を切り裂いた。
ラーチャセーナはティンを捕え、死ぬまで拷問にかけ、ティンは命を落とす。

## キャスト
- トニー・ジャー - 悲劇の王子・ティン役。盗賊ガルーダの翼峰の長のチューナンに息子として育てられる。彼や彼が率いる集団から様々な武術を学び、父母が生存中に通った師からは民族舞踊を学んでいた。よって、夜の宴では、見事な「ガルーダの舞」を披露する。酔拳のシーンは、飲めば飲むほど強くなるとしながらも、地功拳の特徴を強く表現し、まるでカポエラを踊るようである。ストーリーは、父母の敵討ちという点で、英国の『ハムレット』を上座部仏教の世界で解釈した内容。
- ソーラポン・チャートリー - ティンを保護した盗賊『ガルーダの翼峰』の長・チューナン役。
- サルンヨー・ウォングックラチャン - 王を殺した裏切りの家臣・ラーチャセーナ役。
- ニルット・シリジャンヤー
- ダン・チューポン - クロウ・ゴースト。古式ムエタイのルールでは、同門対決は禁じられているはずだが、黒鴉という刺客役で、暗黒の怪鳥拳を披露している。
- サンスティク・プロムシリ
- ペットターイ・ウォンカムラオ - ガルーダの翼峰に敵対する盗賊集団の一員。前作『マッハ!!!!!!!!』でジョージ（ハムレイ）を演じている。